# Brzegi (Bukowina Tatrzańska)
Brzegi ist ein Dorf in der Landgemeinde Bukowina Tatrzańska im Powiat Tatrzański in der Woiwodschaft Kleinpolen im Süden Polens in der historischen Region Podhale. Es liegt am Gebirgsfluss Białka, der Panoramastraße Oswald-Balzer-Weg sowie der Landesstraße 49 und der Woiwodschaftsstraße 960. Das Dorf liegt im Gebirgszug der Pogórze Bukowińskie ungefähr einen Kilometer südlich von Bukowina Tatrzańska und ungefähr zehn Kilometer östlich von Zakopane. Es ist ein Skiort am Fuße der Hohen Tatra.

## Sehenswürdigkeiten
Der Ort wurde bereits im 16. Jahrhundert urkundlich erwähnt. Er wurde 1625 nach Walachenrecht gegründet. Die Holzkirche des Heiligen Antonius im Zakopane-Stil aus dem 20. Jahrhundert wird von den Steyler Missionaren verwaltet. Der Ort grenzt im Süden an den Tatra-Nationalpark an. Teile des Gemeindegebiets liegen in der Hohen Tatra, insbesondere das Tal Dolina Białki mit seinen Seitentälern Dolina Rybiego Potoku, Dolina Roztoki, Dolina Pięciu Stawów Polskich und Dolina Waksmundzka. Auf dem Gemeindegebiet liegen die höchsten Berge Polens, unter anderem der Rysy. Im Ort beginnt ein ▬ rot markierter Wanderweg über den Bergsse Meerauge auf den Rysy sowie ein ▬ grün markierter Wanderweg über die Alm Rusinowa Polana zur Murowaniec-Hütte auf der Alm Hala Gąsienicowa.

## Tourismus
Der Ortsname Brzegi lässt sich als Ufer übersetzen. Gemeint ist das Westufer der Białka, an dem es Anteil hat. Tatsächlich geht es in Małe Ciche ruhiger zu als in den benachbarten Skiorten Zakopane oder Bukowina Tatrzańska. Die touristische Infrastruktur ist gleichwohl gut ausgebaut. Auf der Polana Głodówka gibt es die Schutzhütte  Schronisko Górskie ZHP Głodówka.

### Wintersport
Im Ort gibt es kleinere Liftanlagen.

## Panorama

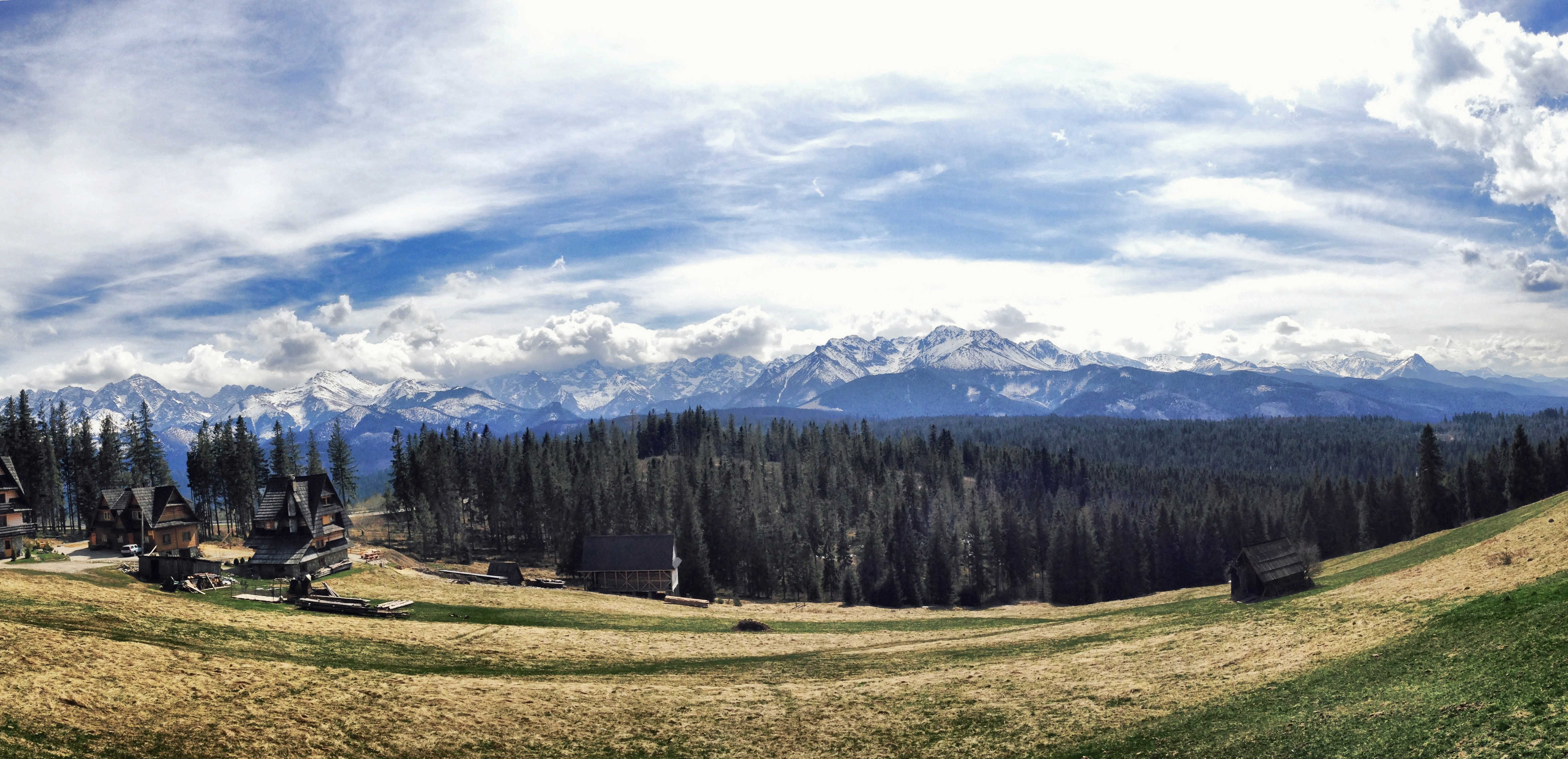
Tatra-Panorama

## Galerie

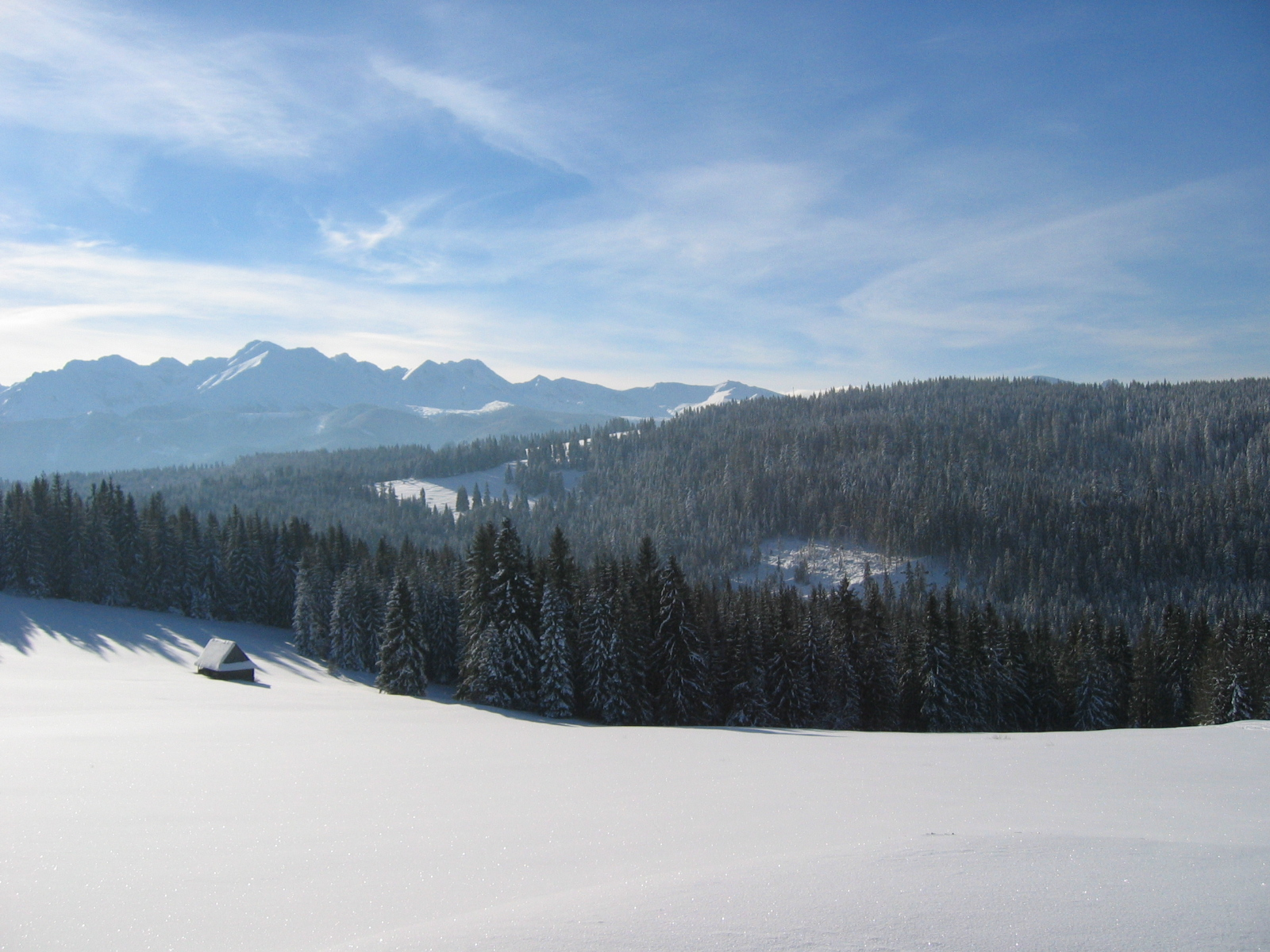
Winter
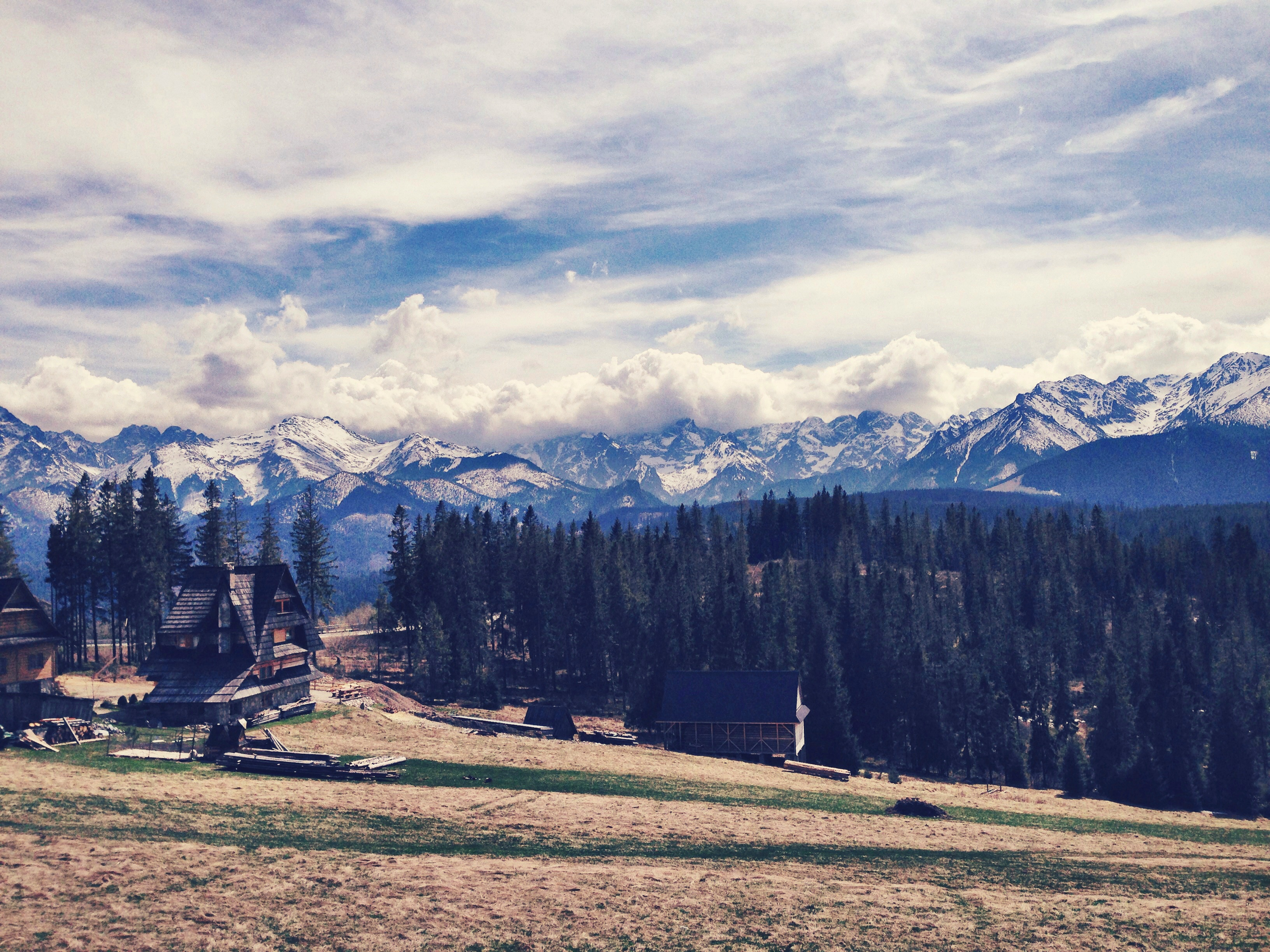
Polana Głodówka
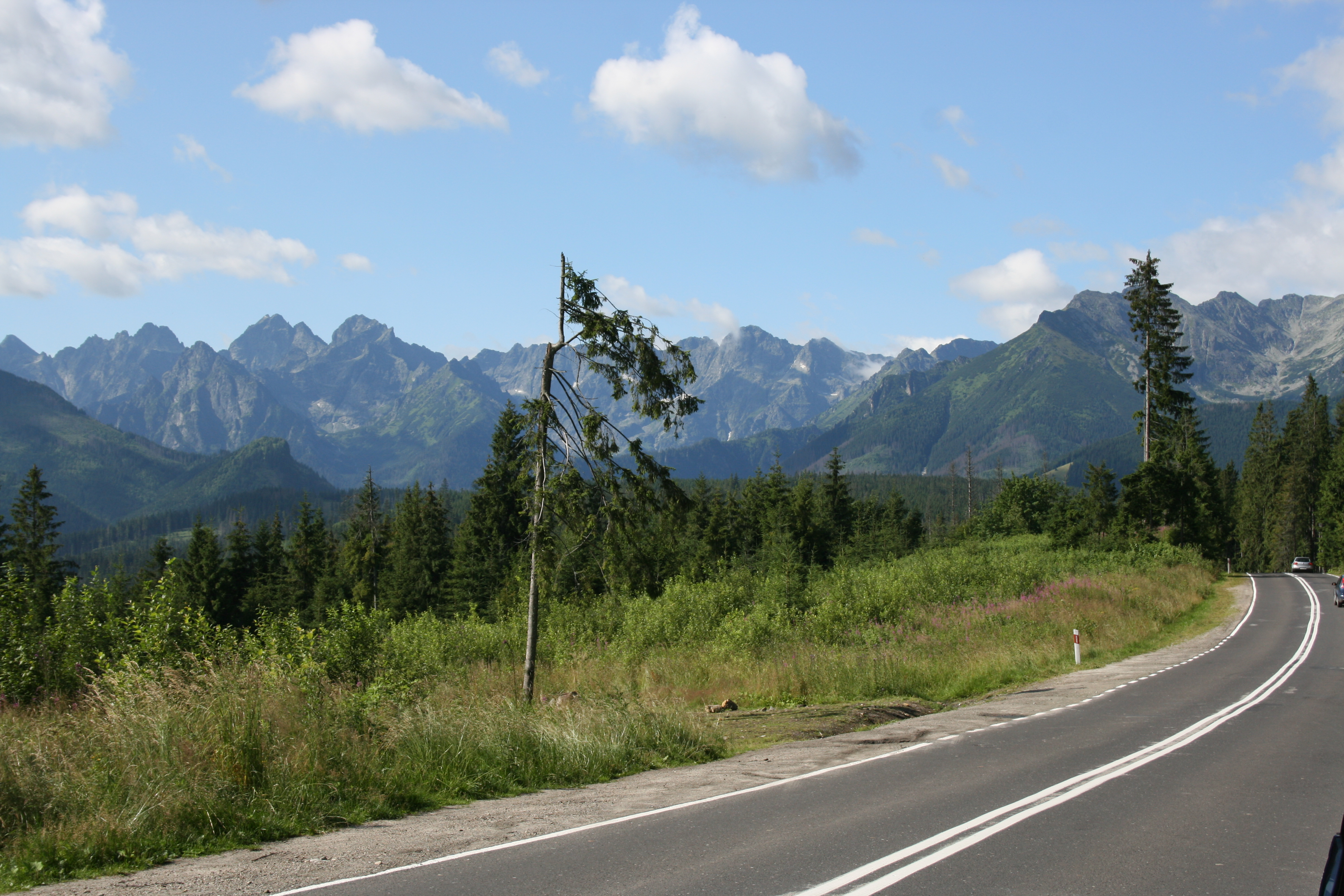
DK 960
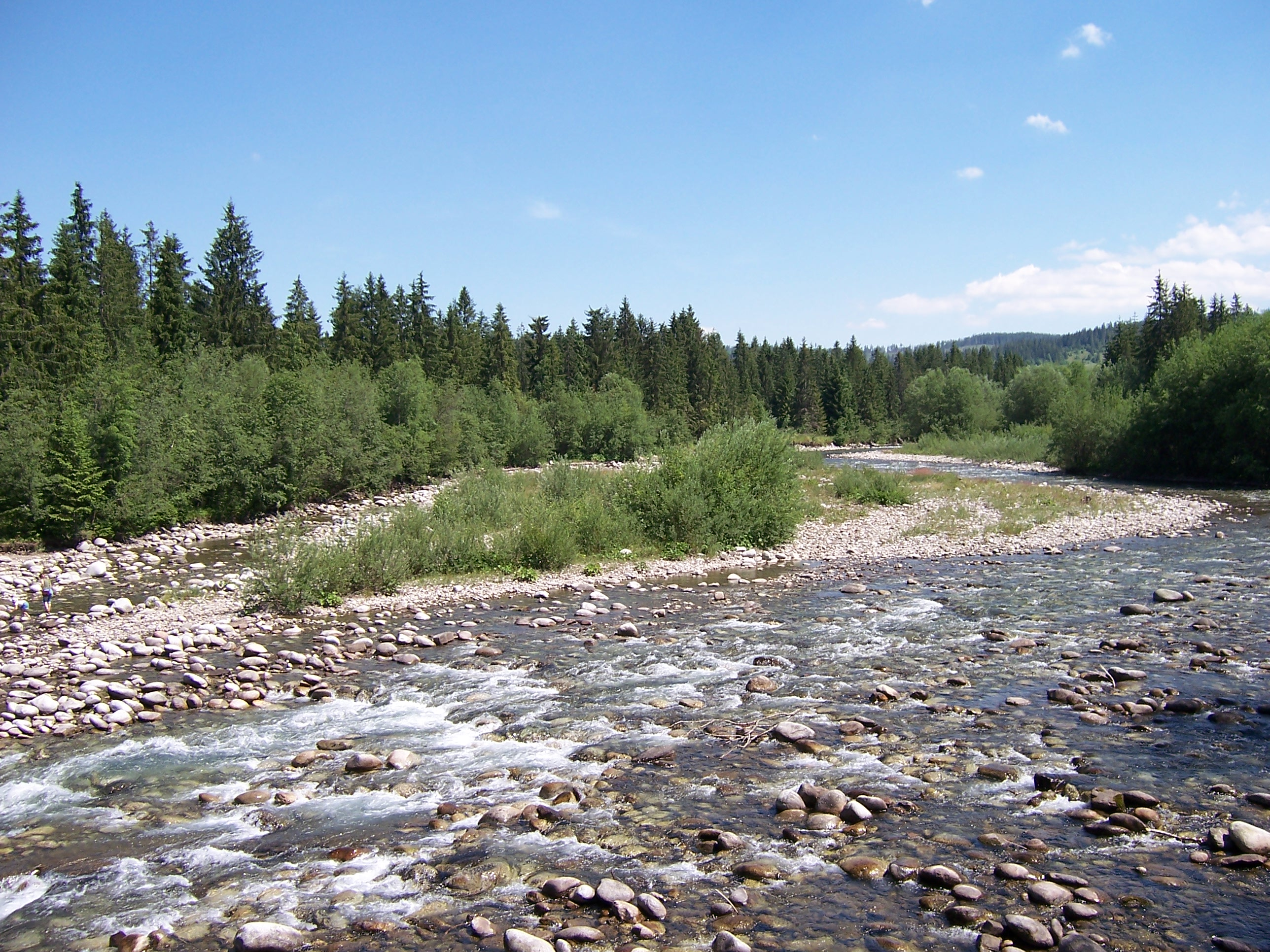
Białka